# Dème de Gortyne (Arcadie)
Ne doit pas être confondu avec le dème de Gortynie en Arcadie ou le dème de Gortyne en Crète.
Le dème de Gortyne, en grec moderne : Δήμος Γόρτυνος, est un ancien dème du district régional d’Arcadie, en Grèce. Depuis 2010, il est fusionné au sein du dème de Mégalopolis.
Selon le recensement de 2011, la population du dème compte 720 habitants.